# 폴 르구엔
폴 조세프 마리 르구엔(Paul Joseph Marie Le Guen, 1964년 3월 1일 ~ )는 프랑스의 전직 축구 선수이자 현 축구 지도자로 현역 시절 포지션은 미드필더였다.

## 선수 경력

### 클럽
스타드 브레스트 29 유소년팀 출신으로 1984년 스타드 브레스트 성인팀 입단을 통해 프로에 정식 입문한 후 5년간 154경기 6골을 기록했고 이후 1989년 FC 낭트로 이적하여 1991년까지 76경기 1골을 기록한 뒤 1991년 프랑스 1부 리그 최고의 명문 구단인 파리 생제르맹 FC로 이적하여 1998년 은퇴할 때까지 344경기 24골을 터뜨려 쿠프 드 프랑스 3회 우승, 1993-94 리그 1 우승, 프랑스 리그컵 2회 우승, 1995년 프랑스 슈퍼컵 우승, 1995-96년 UEFA 컵위너스컵 우승, 1996-97년 UEFA 컵위너스컵 준우승의 주역으로 맹활약했다.

### 국가대표팀
1993년 프랑스 A대표팀 첫 발탁된 이후 1995년까지 국제 A매치 통산 17경기에 출장했고 1994년 FIFA 월드컵 유럽 지역 예선에도 출장했지만 뜻하지 않은 부상으로 경기에 제대로 나서지 못하면서 팀의 월드컵 본선 진출 실패의 원인을 제공했고 이후 1998년 브르타뉴 대표팀의 일원으로 카메룬과의 친선 경기에 유일하게 출전한 뒤 국가대표팀 선수 생활을 마무리했다.

## 지도자 경력
1998년 스타드 렌 FC의 감독으로 본격적인 지도자 커리어를 시작한 뒤 2002년 올랭피크 리옹의 감독으로 선임되어 2005년까지 팀을 맡아 리그 3연패, 프랑스 슈퍼컵 3연패를 이끌었고 2006-07 시즌에는 스코티시 프리미어십의 레인저스 FC의 감독을 잠시 맡기도 했다.
이후 2006-07 시즌을 마치고 파리 생제르맹 FC의 감독으로 선임되어 2007-08년 프랑스 리그컵 우승, 2007-08년 쿠프 드 프랑스 준우승을 이끌었으며 2009년 7월 15일 카메룬 국가대표팀 감독직을 맡으며 카메룬의 8년만의 월드컵 본선행을 이끌었지만 본선에서는 힘 한번 써보지 못하고 3전 전패로 조별리그 탈락의 쓴 잔을 마신 채 2010년 월드컵 종료 후 카메룬 대표팀 감독직에서 물러났다.
그 뒤 2011년 오만 국가대표팀의 감독을 맡아 2014년 아라비안 걸프컵에서 오만을 4위로 이끌었고 2015년 AFC 아시안컵 본선에서는 A조 최종전에서 같은 중동팀인 쿠웨이트를 꺾긴 했지만 대한민국과 개최국 호주에 밀려 조 3위로 8강 진출 실패의 고배를 마셨으며 2018년 FIFA 월드컵 아시아 지역 2차 예선 6경기에서 4승 2무의 나쁘지 않은 성적을 거두었음에도 불구하고 잔여 2경기를 남겨둔 상황에서 2015년 11월 19일 오만 대표팀 감독직에서 경질당한 뒤 오만은 남은 2경기에서 2연패를 당하면서 결국 르구엔 감독 경질이 아시아 지역 3차 예선 대신 2019년 AFC 아시안컵 3차 예선으로 미끄러지는 결과로 귀결되고 말았다.
그리고 2017-18 시즌을 앞두고 터키 쉬페르리그 부르사스포르의 감독으로 선임되었으나 성적 부진에 대한 책임을 지고 2018년 4월 10일 감독직에서 물러난 뒤 2019년 5월 29일 프랑스 2부 리그 르아브르 AC의 감독으로 선임되어 2019-20 리그 2에서 르아브르를 6위의 호성적으로 이끌며 르아브르 감독 부임 첫 시즌을 나름 성공적으로 마무리했다.

## 수상

### 선수
파리 생제르맹 FC
- 쿠프 드 프랑스 : 우승 (1992-93, 1994-95, 1997-98)
- 리그 1 : 우승 (1993-94)
- 쿠프 드 라 리그 : 우승 (1994-95, 1997-98)
- 트로페 데 샹피옹 : 우승 (1995)
- UEFA 컵위너스컵 : 우승 (1995-96), 준우승 (1996-97)

### 지도자
올랭피크 리옹
- 리그 1 : 우승 (2002-03, 2003-04, 2004-05)
- 트로페 데 샹피옹 : 우승 (2002, 2003, 2004)

 파리 생제르맹 FC
- 쿠프 드 라 리그 : 우승 (2007-08)
- 쿠프 드 프랑스 : 준우승 (2007-08)